# Carl Magnus Neumann

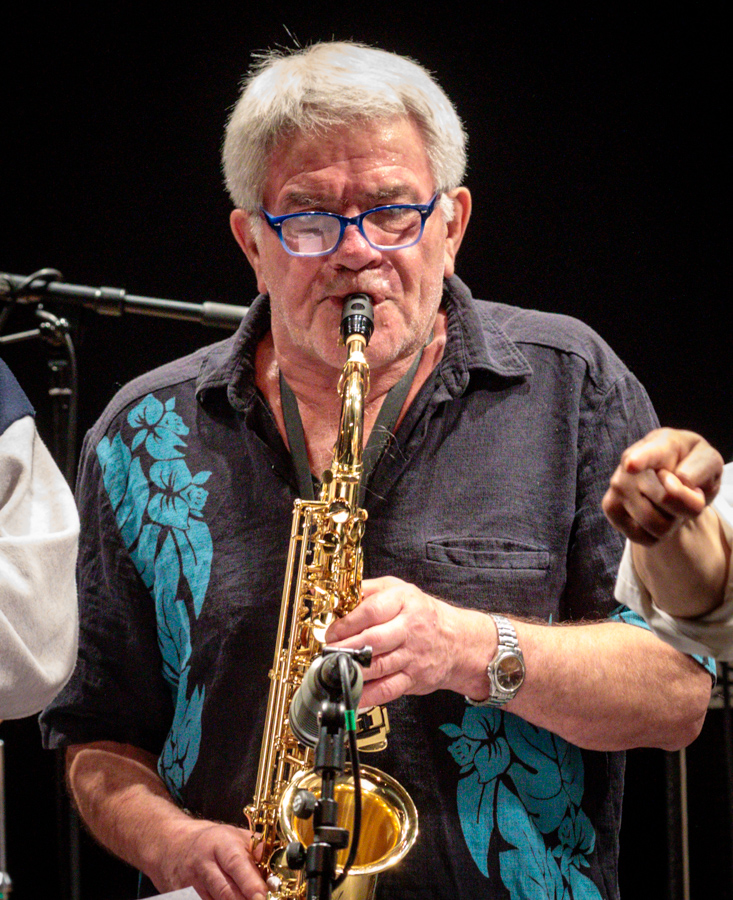
Carl Magnus Neumann im Club Cosmopolite in Soria Mori 2017

Carl Magnus „Calle“ Neumann (* 31. Juli 1944 in Oslo) ist ein norwegischer Jazzmusiker (Altsaxophon, auch Flöte).

## Leben und Wirken
Neumann trat schon früh auf: Mit 14 Jahren spielte er Klarinette in einer Dixie-Band. 1963 wechselte er zum Altsaxophon; er erhielt mit Oddvar Paulsens Quartett bei den Jazz-Meisterschaften NM i jazz in der Amateurklasse den Publikumspreis. 1964 trat er mit eigener Band Newman and the New Men in der Amateur-NM auf und begann, in der Osloer Jazzszene zu arbeiten; erste Aufnahmen entstanden 1966 mit Karin Krog und der Bluesrock-Formation Public Enemies (mit Knut Riisnaes). 1967 erreichte er den 1. Platz als Altsaxophonist in der Favoritenumfrage von Jazznytt. In den folgenden Jahren spielte er u. a. mit Terje Rypdal (Bleak House), Christian Reim und Earl Wilson.
1970 trat Neumann in der NDR-Sendung Jazz Workshop auf, wo er in einer Formation mit Lars-Göran Ulander, Terje Rypdal, Berndt Egerbladh, Niels-Henning Ørsted Pedersen, Sten Oberg und Karin Krog spielte. Im selben Jahr trat er mit eigener Band auf dem Kongsberg Jazzfestival auf (mit Nils Petter „Nipe“ Nyren, Terje Venaas, Jon Christensen und Earl Wilson); der Mitschnitt mit Eigenkompositionen erschien 2008 auf dem Album Live at Kongsberg and Other Unreleased Works. 1971 erhielt er den Buddyprisen. Im selben Jahr gehörte er dem Trio von Trond Botnen und Svein Finnerud an; des Weiteren spielte er mit Helge Hurum. In dieser Zeit spielte er auch in der Osloer Band unter der Leitung des Organisten Arild Wikstrøm und des Trompeters Roy Hellvin. Er spielte in den Tanzbands Bent Sølves und Terje Fjærns Orchester.
Anfang der 1980er-Jahre leitete Neumann weitere eigene Formationen; 1981 trat er mit Ola Calmeyer, Oyvind Ekorness, Kai Endre Hager, Gudmund Selvag, Geir Tore Larsen, Kai Hartvigsen und Tom Olstad auf dem Kongsberg Jazzfestival auf; zum Ende des Jahrzehnts gehörte er dem Quintett aus Ketil Gutvik, Bjørnar Andresen, Eivind Opsvik und Paal Nilssen-Love an (The Quintet: Events 1998-1999). Im Bereich des Jazz war er laut Tom Lord zwischen 1966 und 2008 an 20 Aufnahmesessions beteiligt, zuletzt mit Vidar Johansen (Lost Animals).

## Diskographische Hinweise

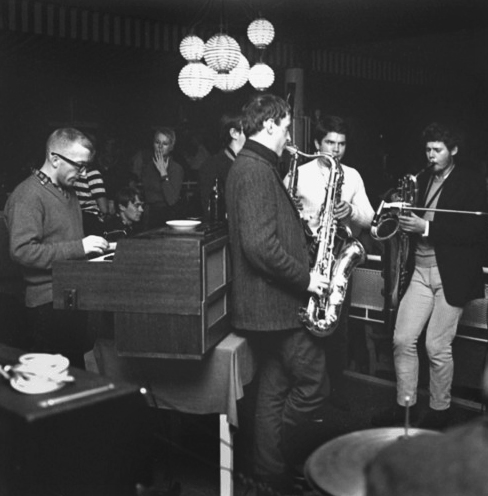
Carl Magnus „Calle“ Neumann (am Altsaxophon) mit Hans Knudsen (Baritonsaxophon), Knut Riisnes (Tenorsaxophon) und Arild Wickstrøm (Orgel) in der Soul-Band The Sapphires (1966)

- Carl Magnus Neumann – Live at Kongsberg and Other Unreleased Works (Kompilation, Aufnahmen 1970–81, ed. 2008)
- Carl Magnus Neumann/Christian Reim Quartet: Live at Molde Jazzfestival 1976 (Jazzaway), mit Bjørn Kjellemyr, Ole Jacob Hansen
- The Quintet: Events 1998-1999 (PNL FRecords, ed. 2019)
- Calle Neumann / Ketil Gutvik / Ingebrigt Håker Flaten / Paal Nilssen-Love: New Dance (2021)[2]